# Joel (knjiga)
Joel je jedna od knjiga Biblije, dio Staroga zavjeta. Pripada u proročke knjige i to u skupinu 12 malih proroka (12 kraćih proročkih knjiga u Starome zavjetu). Biblijska kratica knjige je Jl. 
Prorok Joel, sin Petuelov je drugi od 12 malih proroka. Njegovo ime znači "Jahve je Bog" i bilo je često u izraelskom narodu. Živio je između 9. i 5. stoljeća pr. Kr. Ne zna se točno vrijeme. U to vrijeme je i nastala ova proročka knjiga, koja je upućena pripadnicima naroda Kraljevstva Juda iz kojeg je bio i Joel. 
Knjiga se sastoji od 4 poglavlja. U prvom je opisana navala skakavaca popraćena velikom sušom i njihovo pustošenje žetve i uroda: "Opustošeno polje, zemlja poharana. Poharano žito, vino propade, presahnu ulje (Jl 1,10)". To je bila kazna za grijehe, što je prorokovano prije toga. No, narod to nije prepoznao pa prorok Joel poziva sve na pokoru i molitvu: "Razderite srca, a ne halje svoje! Vratite se Jahvi, Bogu svome, jer on je nježnost sama i milosrđe, spor na ljutnju, a bogat dobrotom, on se nad zlom ražali (Jl 2,13)". Osim pretrpljene prirodne katastrofe, narodu prijeti i neprijateljska vojska, koja se okuplja sa sjevera. Narod se obratio, a Bog se smilovao i šalje im obilje te poraz neprijatelja: "Šaljem vam, evo, žita, vina i ulja da se njime nasitite. Nikad više neću pustiti da budete na sramotu narodima. Protjerat ću Sjevernjaka od vas daleko, odagnat ga u zemlju suhu i pustu, prethodnicu u Istočno more, zalaznicu u Zapadno more (Jl 2,19-20)". Pet puta se spominje dolazak Dana Jahvina, koji predstavlja osudu neprijateljima i blagoslov Božjem narodu: "Kad dođe taj dan, kapat će gore moštom, iz bregova će brizgati mlijeko, kroza sva korita riječna u Judeji voda će proteći. Vrelo će šiknuti iz kuće Jahvine da natopi Dolinu sitimsku (Jl 4,18)".
Ova knjiga se citira u Djelima apostolskim (Dj 2,17-21) i u Poslanici Rimljanima (Rim 10,13).